# Glauco (1935)
Glauco – włoski okręt podwodny z okresu międzywojennego i II wojny światowej, jedna z dwóch jednostek typu Glauco. Pierwotnie została zamówiona przez Portugalię jako „Delfim”, jednak z powodu zerwania kontraktu została ukończona na potrzeby Regia Marina. Okręt został zwodowany 5 stycznia 1935 roku w stoczni Cantieri Riuniti dell’Adriatico (CRDA) w Monfalcone, a w skład włoskiej marynarki wszedł 20 września 1935 roku. Pełnił służbę na Morzu Śródziemnym, Morzu Czerwonym i Atlantyku, biorąc udział m.in. w wojnie domowej w Hiszpanii i bitwie o Atlantyk, operując z Betasom. Został samozatopiony 27 czerwca 1941 roku na zachód od Gibraltaru, po ciężkim uszkodzeniu przez brytyjski niszczyciel HMS „Wishart” (D67).

## Projekt i budowa
W 1930 roku rząd Portugalii przyjął plan rozbudowy i modernizacji swojej marynarki, w którym znalazło się także pozyskanie oceanicznych i silnie uzbrojonych okrętów podwodnych. Mimo zażyłych kontaktów z Wielką Brytanią, Portugalczycy zwrócili się z zapytaniem ofertowym do stoczni włoskich, konkurencyjnych cenowo i jakościowo ze stoczniami innych krajów europejskich. W 1931 roku w stoczni CRDA w Monfalcone opracowano projekt okrętów, bazując na jednostkach typu Squalo . Portugalski rząd w tym samym roku zamówił dwa okręty, mające nosić nazwy „Delfim” i „Espadarte”, jednak wkrótce wycofał się z kontraktu z przyczyn finansowych. W 1932 roku kontrakt na budowę obu jednostek przejęła włoska marynarka wojenna, a stocznia ukończyła okręty z nazwami zmienionymi odpowiednio na „Glauco” i „Otaria”. Okręty były szybkie, charakteryzowały się bardzo dobrą manewrowością na powierzchni i pod wodą oraz były silnie uzbrojone .
„Glauco” zbudowany został w stoczni CRDA w Monfalcone . Stępkę okrętu położono 12 października 1932 roku, a zwodowany został 5 stycznia 1935 roku. Nazwa okrętu nawiązywała do mitologicznego syna Posejdona i jednej z najad – Glaukosa.

## Dane taktyczno-techniczne
„Glauco” był dużym, oceanicznym okrętem podwodnym o konstrukcji jednokadłubowej. Długość całkowita wynosiła 73 metry, szerokość 7,2 metra i zanurzenie 5,12 metra. Wyporność normalna w położeniu nawodnym wynosiła 1054 tony, a w zanurzeniu 1305 ton . Okręt napędzany był na powierzchni przez dwa silniki wysokoprężne FIAT o łącznej mocy 3000 KM. Napęd podwodny zapewniały dwa silniki elektryczne CRDA o łącznej mocy 1200 KM. Dwuśrubowy układ napędowy pozwalał osiągnąć prędkość 17 węzłów na powierzchni i 8 węzłów w zanurzeniu. Zasięg wynosił 2825 Mm przy prędkości 17 węzłów w położeniu nawodnym (lub 9760 Mm przy prędkości 8 węzłów) oraz 110 Mm przy prędkości 3 węzłów w zanurzeniu. Zbiorniki paliwa mieściły 59 ton oleju napędowego . Dopuszczalna głębokość zanurzenia wynosiła 90 metrów .
Okręt wyposażony był w osiem stałych wyrzutni torped kalibru 533 mm: cztery na dziobie i cztery na rufie, z łącznym zapasem 14 torped . Torpedy kalibru 533 mm miały długość 7,2 metra, masę 1550 kg (w tym 260 kg materiału wybuchowego), prędkość 50 węzłów przy zasięgu 4000 metrów lub 30 węzłów przy strzelaniu na odległość 12 000 metrów. Uzbrojenie artyleryjskie stanowiły umieszczone przed i za kioskiem dwa pojedyncze działa pokładowe kalibru 100 mm OTO M1931 L/47 . Masa całkowita działa wynosiła 2177 kg, a długość 4,94 metra; kąt podniesienia lufy wynosił 45°, donośność 12 600 metrów, a szybkostrzelność osiem strzałów na minutę. Działo strzelało nabojami o masie 26 kg (w tym pocisk burzący ważył 13,8 kg, a ładunek miotający 5 kg) z prędkością wylotową 840 m/s. Broń przeciwlotniczą stanowiły dwa pojedyncze wielkokalibrowe karabiny maszynowe Breda M1931 kalibru 13,2 mm L/76 . Masa wkm wynosiła 47,5 kg, kąt podniesienia lufy 85°, a skuteczna donośność 2000 metrów; broń zasilana była z magazynku na 30 nabojów (masa naboju wynosiła 0,125 kg przy masie pocisku 0,051 kg), a szybkostrzelność praktyczna wynosiła 400 strzałów na minutę przy prędkości początkowej 790 m/s. Jednostka wyposażona też była w hydrofony .
Załoga okrętu składała się z 7 oficerów oraz 50 podoficerów i marynarzy.

## Służba
„Glauco” wszedł do służby w Regia Marina 20 września 1935 roku . Jednostka wzięła udział w wojnie domowej w Hiszpanii, a następnie służyła na Morzu Czerwonym. 10 czerwca 1940 roku, w momencie ataku Włoch na Francję, okręt pełnił służbę na Morzu Śródziemnym wchodząc w skład 12. eskadry (wł. Squadriglia) 1. Flotylli okrętów podwodnych (wł. Gruppo sommergibili) stacjonującej w La Spezia i Neapolu (w skład której wchodziły ponadto: siostrzana „Otaria” oraz „Comandante Cappellini”, „Comandante Faà di Bruno”, „Lazzaro Mocenigo” i „Sebastiano Veniero”). Po rozpoczęciu działań wojennych okręt odbył trzy wojenne patrole. Podczas jednego z nich nieopodal Przylądka Corbelin zaatakował bez powodzenia ogniem artyleryjskim brytyjski parowiec „Baron Erskine” o pojemności 3657 BRT (26 czerwca) . W dniach 6–11 lipca „Glauco” patrolował wody na zachód od Sardynii . W końcu lipca jednostkę skierowano do arsenału marynarki w Neapolu, gdzie w ciągu dwóch miesięcy przeprowadzono konieczne prace przygotowujące „Glauco” do działań na Atlantyku.
26 września 1940 roku okręt wyszedł z Neapolu, dowodzony przez kmdra por. (wł. capitano di fregata) Giuseppe Mellinę. 2 października bez większych problemów sforsował Cieśninę Gibraltarską, a dzień później na wodach między przylądkami Trafalgar a Spartel wystrzelił trzy niecelne torpedy do okrętów zidentyfikowanych jako niszczyciele. Rankiem 7 października w pobliżu Azorów okręt dostrzegł w odległości ponad 25 km konwój składający się z 18 statków, a następnie drugi, który tworzyło 12 jednostek (później zauważono jeszcze trzecią grupę frachtowców). Mając niesprawny jeden z silników Diesla dowódca rozpoczął pościg za zauważonymi konwojami najpierw w położeniu podwodnym, a później w wynurzeniu, jednak stracono kontakt z wrogimi jednostkami, a na dodatek radiogram o zauważeniu konwojów wysłano po sześciu godzinach od pierwszego kontaktu. W dniach 8–12 października „Glauco” patrolował wody wokół Azorów, a 22 października przybył do Betasom. Postawa Giuseppe Melliny podczas pierwszego atlantyckiego patrolu została negatywnie oceniona przez dowódcę bazy kontradm. Paronę, który odebrał mu dowództwo okrętu. Nowym kapitanem został mianowany kpt. mar. (wł. tenente di vascello) Luigi Baroni.
23 grudnia 1940 roku „Glauco” wyszedł na kolejny patrol, udając się na wody na zachód od Szkocji. Rejon działań okręt osiągnął 28 grudnia, przebywając w nim do 5 stycznia 1941 roku. Rankiem 9 stycznia, znajdując się między Szkocją a Irlandią, będący w zanurzeniu okręt, wystrzelił z niewielkiej odległości niecelną torpedę do parowca o szacowanej pojemności 4000 BRT. Następnie wynurzył się i rozpoczął ostrzał statku z działa pokładowego, zgłaszając trafienia, lecz przeciwnik odpowiedział skutecznym ogniem, zmuszając włoski okręt do zanurzenia po stracie jednego członka załogi, por. mar. Carlo Marenco di Moriondo (do zdarzenia doszło na przybliżonej pozycji 53°N 17°W/53,000000 -17,000000) . Przeciwnikiem „Glauco” okazał się brytyjski pomocniczy okręt patrolowy (ang. ocean boarding vessel) HMS „Cavina” (zarekwirowany przez Royal Navy statek transportowo-pasażerski zbudowany w 1924 roku o pojemności 6908 BRT, uzbrojony w dwa pojedyncze działa kal. 152 mm, armatę przeciwlotniczą kalibru 76 mm i dwie pojedyncze armaty przeciwlotnicze kal. 40 mm) . Okręt powrócił do bazy 13 stycznia.
Po dwutygodniowym postoju, 27 stycznia jednostka wyszła z Bordeaux na swój trzeci atlantycki patrol, tym razem w rejon pomiędzy Przylądkiem Silleiro, Porto i Przylądkiem Świętego Wincentego. 14 lutego w estuarium Tagu „Glauco” został wykryty przez co najmniej pięć nieprzyjacielskich jednostek ZOP, które podjęły atak na włoski okręt, zrzucając 130 bomb głębinowych. W wyniku bliskich eksplozji pod kilem „Glauco” doznał poważnych uszkodzeń i został zmuszony do przerwania patrolu, powracając 22 lutego do bazy. Naprawa okrętu trwała trzy miesiące.
18 czerwca 1941 roku „Glauco” wyszedł z Betasom z zamiarem powrotu na Morze Śródziemne, jednak z powodu awarii siłowni okręt zmuszony był zawrócić do Bordeaux w celu dokonania koniecznych napraw uszkodzonych silników Diesla. 24 czerwca jednostka ponownie opuściła bazę i trzy dni później znalazła się u wejścia do Cieśniny Gibraltarskiej. 27 czerwca o godzinie 11:25 płynący w zanurzeniu okręt został na pozycji 35°06′N 12°41′W/35,100000 -12,683333 wykryty i zaatakowany bombami głębinowymi przez brytyjski niszczyciel HMS „Wishart” (D67), dowodzony przez kmdra por. Edwarda T. Coopera (który opuścił konwój HG-66) . Wybuchające blisko włoskiej jednostki bomby spowodowały ciężkie uszkodzenia, co zmusiło kpt. Baroniego do wydania rozkazu alarmowego wynurzenia. Ostrzeliwani przez niszczyciel Włosi podjęli walkę, otwierając ogień z artylerii pokładowej, jednak byli bez szans i na rozkaz dowódcy rozpoczęli procedurę samozatopienia jednostki. „Glauco” zatonął około 14:00, w odległości 330 Mm na zachód od przylądka Spartel, a podczas ostatniej jego walki zginęło ośmiu marynarzy, w tym główny mechanik (wł. tenente del Genio Navale) Augusto Cernigoi. Do niewoli trafiło 51 członków załogi okrętu – siedmiu oficerów oraz 44 podoficerów i marynarzy, podjętych z wody przez załogę HMS „Wishart”, który następnego dnia zawinął do Gibraltaru .